# العلاقات المنغولية الموريتانية
العلاقات المنغولية الموريتانية هي العلاقات الثنائية التي تجمع بين منغوليا وموريتانيا.

## مقارنة بين البلدين
هذه مقارنة عامة ومرجعية للدولتين:
| وجه المقارنة                                              | منغوليا         | موريتانيا                 |
| --------------------------------------------------------- | --------------- | ------------------------- |
| المساحة (كم2)                                             | 1.57 مليون      | 1.03 مليون                |
| عدد السكان (نسمة)                                         | 3.08 مليون      | 4.42 مليون                |
| الكثافة السكانية (ن./كم²)                                 | 1.96            | 4.29                      |
| العاصمة                                                   | أولان باتور     | نواكشوط                   |
| اللغة الرسمية                                             | اللغة المنغولية | اللغة العربية، لغة فرنسية |
| العملة                                                    | توغروغ منغولي   | أوقية موريتانية، أوقية ‏   |
| الناتج المحلي الإجمالي (بليون دولار)                      | 11.49 مليار     | 5.02 مليار                |
| الناتج المحلي الإجمالي (تعادل القوة الشرائية) بليون دولار | 36.16 مليار     |                           |
| الناتج المحلي الإجمالي الاسمي للفرد دولار أمريكي          | 3.97 ألف        |                           |
| الناتج المحلي الإجمالي للفرد دولار أمريكي                 | 11.95 ألف       | 3.91 ألف                  |
| مؤشر التنمية البشرية                                      | 0.727           | 0.506                     |
| رمز المكالمات الدولي                                      | +976            | +222                      |
| رمز الإنترنت                                              | .mn             | .mr                       |
| المنطقة الزمنية                                           | ت ع م+08:00     | 00                        |

## منظمات دولية مشتركة
يشترك البلدان في عضوية مجموعة من المنظمات الدولية، منها:
| علم المنظمة | اسم المنظمة                               | تاريخ انضمام منغوليا | تاريخ انضمام موريتانيا |
| ----------- | ----------------------------------------- | -------------------- | ---------------------- |
|             | البنك الدولي للإنشاء والتعمير             | 14 فبراير 1991       | 10 سبتمبر 1963         |
|             | منظمة التجارة العالمية                    | ?                    | 31 مايو 1995           |
|             | المركز الدولي لتسوية المنازعات الاستشارية | 14 يوليو 1991        | 14 أكتوبر 1966         |
|             | منظمة حظر الأسلحة الكيميائية              | ?                    | ?                      |
|             | الأمم المتحدة                             | 27 أكتوبر 1961       | 27 أكتوبر 1961         |
|             | منظمة الشرطة الجنائية الدولية             | ?                    | ?                      |
|             | وكالة ضمان الاستثمار متعدد الأطراف        | 21 يناير 1999        | 8 سبتمبر 1992          |
|             | يونسكو                                    | 1 نوفمبر 1962        | 10 يناير 1962          |
|             | مؤسسة التنمية الدولية                     | 14 فبراير 1991       | 10 سبتمبر 1963         |
|             | مؤسسة التمويل الدولية                     | 14 فبراير 1991       | 29 ديسمبر 1967         |
|             | الاتحاد البريدي العالمي                   | ?                    | ?                      |
|             | الاتحاد الدولي للاتصالات                  | 27 أغسطس 1964        | 18 أبريل 1962          |

## وصلات خارجية
- موقع وزارة الخارجية المنغولية